# Pulau Serua
Pulau Serua est une île volcanique faisant partie du territoire indonésien. C'est l'île la plus orientale des îles Barat Daya.
On y trouve un stratovolcan, le mont Serua, qui culmine à 641 m.